# Stenoptilodes sordipennis
Stenoptilodes sordipennis là một loài bướm đêm thuộc họ Pterophoridae. Nó được tìm thấy ở Colombia.
Sải cánh dài khoảng 20 mm.